# 타치바나 케이타
다치바나 게이타(橘 慶太, 1985년 12월 16일 ~ )는 일본의 가수이다. 그룹 w-inds.의 멤버 중 하나이며, 보컬을 담당하고 있다.
2000년에 지바 료헤이와 오가타 류이치를 만나 그룹을 결성하고 이듬해 데뷔하였다.
2006년에 싱글 앨범 '도표(道標)'로 솔로 데뷔하였다.

## 프로필
- 생년월일: 1985년 12월 16일
- 별자리: 사수자리
- 출신지: 일본 후쿠오카현 후쿠오카시
- 가족관계: 아버지, 어머니, 다치바나 유타(형), 다치바나 마이(동생), 다치바나 미오(동생)
- 마츠우라 아야(솔로가수)와 결혼(2013.08.04)

## 개략
- 2000년에 어머니가 응모한 지역예선 오디션에 참가하여 본선에 합격하고, 프로덕션에서 주최하는 규슈,오키나와 합동 오디션인 "STAR LIGHT AUDITION 2000" 최종선발에서 특별상(포니캐년, 라이징 프로덕션 상)을 수상하였다.
- 2001년 3월 14일, 윈즈(w-inds.)의 리드 보컬으로 데뷔했으며, 당시 15세였다. 데뷔 앨범 《w-inds. ~1st message~》는 오리콘 앨범 차트 1위를 획득했다. 2001년 연말에는 '일본 레코드 대상 최우수 신인상'을 수상했다.
- 2006년 10월 18일, 솔로 데뷔 싱글 '도표(道標)'를 발표했다. 11월 19일, 일본 토쿄 에비스 가든 룸에서, 이 싱글앨범을 구입한 사람들 중 추첨으로 선택된 500명을 대상으로 첫 솔로 라이브를 실시했다. 2006년 11월 29일, 수록곡 전부 타치바나가 작사한 첫 앨범 '목소리(聲)'를 발표했다. 2006년 연말, 그의 블로그 '道標 -ミチシルベ-'는 'Blog of the Year 2006'(추최: CyberAgent)을 수상했다.
- 2007년 미국 애니메이션 영화 《슈렉 3》의 일본 더빙판에서 첫 성우에 도전했다. 미국 인기 가수 저스틴 팀버레이크가 연기한 '아더왕자'의 목소리를 담당했다.

## 디스코그라피

### 타치바나 케이타 명의
- ' 도표(道標)' (2006년 10월 18일)
  - 테레비 도쿄 애니메이션 《가정교사 히트맨 리본》 엔딩 테마
  - 오리콘 싱글 차트 최고 순위: 3위
- 'FRIEND' (2007년 5월 2일)
  - 테레비 도쿄 애니메이션 《BLUE DRAGON》 오프닝 테마
  - 오리콘 싱글 차트 최고 순위: 4위

### 케이타 명의 (KEITA 명의)
- 'Slide'n'step' (2013년 2월 20일)
  - 오리콘 싱글 차트 최고 순위:

### 앨범
- '목소리(聲)' (2006년 11월 29일)
  - 오리콘 앨범 차트 최고 순위: 10위
  - 수록된 전 10곡의 가사를 다치바나가 썼다.

### DVD
- '하룻밤 한정의 프리미엄 라이브(一夜限りのプレミアムライブ)' (2007년)
  - w-inds. 일본 팬클럽 멤버 한정 발매
  - 2006년 11월 19일 일본 토쿄 에비스 가든 룸에서 실시된 솔로 라이브 영상을 수록

## 사진집
- 'to You' (2007년 4월 18일)
  - 이탈리아 피렌체에서 촬영되었다.

## 라이브
- '하룻밤 한정의 프리미엄 라이브(一夜限りのプレミアムライブ)'(2006년 11월 19일 일본 도쿄 에비스 가든 룸)
- 'Samantha Thavasa Tresuer Live' (2006년 12월 24일, 일본 토쿄 다이바 후지텔레비전)

## 영화
- 《슈렉 3》 일본어 더빙판 (미국, 2007년)
  - '아더왕자'의 목소리를 담당